# Permuta financera
Una permuta financera, o simplement permuta, (en anglès: swap) és un contracte pel qual dues parts es comprometen a intercanviar una sèrie de quantitats de diners en dates futures. Normalment els intercanvis de diners futurs estan referenciats a tipus d'interès (IRS Interest Rate Swap) encara que genèricament es pot considerar una permuta qualsevol intercanvi futur de béns o serveis (entre ells els diners) condicionat a l'evolució temporal de qualsevol magnitud econòmica (tipus d'interès, preu de béns i serveis, etcètera). Una permuta financera es considera un instrument derivat.